# 凯迪拉克STS
凱迪拉克STS（Cadillac STS），是美國通用汽車凱迪拉克所生產的一款大型豪華轿车。

## 規格

### 表為2004年美國剛上市車型
- 車長  4,986 mm
- 車寬  1,844 mm
- 車高  1,463 mm
- 車重  1,779 kg
- 軸距  2,960 mm
- 引擎型式  3.6L V6、4.6L Northstar V8
- 變速箱    5速手自排
- 驅動方式  前置引擎後輪驅動
- 採用底盤  GM Sigma Platform

## 年表
2004年紐約車展發表。在STS發表前的Seville車細分有：
- STS (Seville Touring Sedan)
- SLS (Seville Luxury Sedan)

但在車展發表只選擇STS之名。
2005年9月由裕隆通用引進台灣。
2007年紐約車展發表小改款車型。除了外觀改良以外，還有全新開發之3.6升SIDI缸內直噴V6引擎。
2011年，由於STS與DTS市場定位出現重疊，銷量不佳停產。最後同年年底由採用Epsilon II平台的XTS取代。

## STS-V
2005年底特律車展發表性能旗艦STS-V。搭載著4.4升NorthStar V8機械增壓引擎，最大馬力469hp。台灣亦有限量11量配額的引進。在2009年美國通用汽車已經將該車型從2010年的產品名單中移出，4年間總產量約2500台左右。

## 中國專屬規格

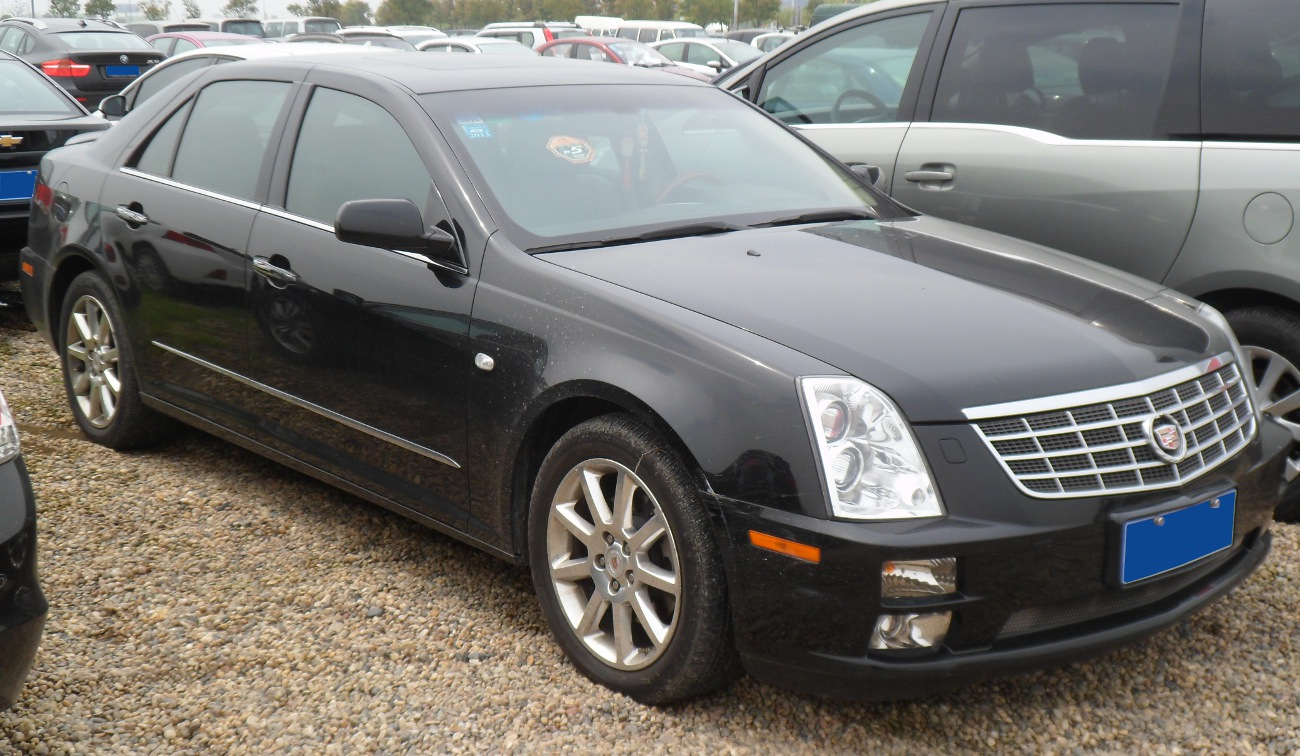
中國專屬規格

2007年上海通用以STS為基礎，加長軸距推出SLS賽威，使用2.0升Ecotec直4渦輪引擎。同樣的，在2013年停產後由XTS接棒。

## 車型的由來
STS，全名為Seville Touring Sedan，凱迪拉克在21世紀的命名方式跟CTS雷同。